# John fitz John
Sir John fitz John (* um 1240; † November 1275) war ein englischer Adliger und Rebellenführer während des Zweiten Kriegs der Barone.

## Herkunft und Erbe
John fitz John war der älteste Sohn von John fitz Geoffrey und von Isabel, der Witwe von Gilbert de Lacy, Lord of Meath und Tochter von Hugh Bigod, 3. Earl of Norfolk. Sein Vater war ein kleinerer, aber angesehener Baron, der König Heinrich III. loyal in verschiedenen Ämtern diente. 1258 schloss er sich jedoch mit anderen Magnaten zu einer Adelsopposition zusammen, die den König zur Anerkennung der Provisions of Oxford zwang und ihn damit weitgehend entmachtete. Geoffrey wurde zu einem Führer der rebellischen Barone, die nun die Regierung übernahmen, starb jedoch plötzlich im November 1258. Damit wurde John sein Erbe. Obwohl er noch minderjährig war, zahlte er im Februar 1259 £ 300 und konnte damit die Besitzungen seines Vaters übernehmen. Der Großteil dieser Besitzungen lag in Buckinghamshire, wo er nun Lord of Aylesbury und von Steeple Claydon war.

## Unterstützer der Adelsopposition gegen den König
In den nächsten Jahren kam es zu einem Machtkampf zwischen dem König und den Rebellen. John setzte dabei das Werk seines Vaters fort und wurde zu einem der erbittertsten Gegner des Königs und zu einem wichtigen Unterstützer von Simon de Montfort, 6. Earl of Leicester, der der Führer der Rebellen geworden war. Als der König im Sommer 1261 mit Unterstützung des Papstes die Provisions of Oxford für ungültig erklärte und neue Sheriffs für die Verwaltung der Grafschaften einsetzte, wurde John von den Rebellen zum Sheriff von Bedfordshire und Buckinghamshire ernannt. Der König konnte sich aber zunächst durchsetzen, so dass John auf seine Ämter verzichten musste. Als Simon de Montfort im April 1263 aus seinem französischen Exil nach England zurückkehrte, schloss sich John ihm an, um den König erneut zur Anerkennung der Provisions of Oxford zu bewegen. Er konnte weitere Ritter aus Buckinghamshire und Northamptonshire dazu bewegen, sich den Rebellen anzuschließen, so dass Montfort ihn im Juli 1263, nachdem der König erneut nachgeben musste und Montfort die Regierung übernommen hatte, zum Friedenswahrer für Bedfordshire und Buckinghamshire ernannte. Um den Streit mit dem König endgültig beizulegen, gehörte John zu den Rebellen, die im Dezember 1263 schworen, den Schiedsspruch des französischen Königs anzuerkennen, den dieser im Januar 1264 über die Rechtmäßigkeit der Provisions of Oxford fällen sollte. Als der französische König die Provisions dann für ungültig erklärte, griffen die Anhänger Montforts zu den Waffen, so dass es zum offenen Krieg der Barone kam.

## Militär im Krieg der Barone
Im März 1264 gehörte John dem Rebellenheer an, das Gloucester erobern konnte, jedoch bei der Belagerung von Gloucester Castle scheiterte und sich deshalb wieder aus der Stadt zurückziehen musste. Im April war er der Führer des Mobs, der die jüdische Bevölkerung Londons ausplünderte und dabei ein Massaker anrichtete. Dabei tötete er den bekanntesten jüdischen Einwohner Londons, Kok, Son of Abraham mit eigenen Händen. Anschließend wurde er jedoch von Montfort gezwungen, die dabei erbeuteten Schätze mit ihm zu teilen. Danach nahm John an der vergeblichen Belagerung von Rochester Castle teil. Zurück in London, wurde er am 4. Mai zum Ritter geschlagen, nach anderen Angaben war er bereits in Gloucester zum Ritter geschlagen worden. Anschließend zog er mit Montfort von London aus nach Süden. In der Schlacht von Lewes am 14. Mai 1264 kommandierte er zusammen mit Gilbert de Clare und William de Munchensi die zweite Abteilung der Rebellenarmee, die in der Schlacht die Armee des Königs entscheidend schlagen konnte.
Obwohl John während der anschließenden Regierung Montforts an den Verhandlungen mit den rebellischen Marcher Lords und dem schwankenden Gilbert de Clare beteiligt war, spielte er nur eine untergeordnete Rolle. Er war selten in London, sondern ab Juni 1264 Kommandant von Windsor Castle, wo er die Bevölkerung zwang, Soldaten für die Garnison zu stellen. Als sein Schwager Robert de Vieuxpont vor Juni 1264 starb, wurde er Verwalter von dessen Besitzungen in Westmorland. Nachdem Gilbert de Clare auf die Seite des Königs gewechselt war und der Thronfolger Lord Eduard der Bewachung durch die Anhänger Montforts entkommen konnte, nahm John am Feldzug Montforts nach Westengland teil. In der entscheidenden Schlacht von Evesham im August 1265, in der Montfort fiel, geriet John in Gefangenschaft. Roger de Clifford, der seine Nichte geheiratet hatte, rettete ihn davor, wie die meisten anderen Führer der Rebellen von den königlichen Truppen erschlagen zu werden.

## Aussöhnung mit der Partei des Königs
Nach dem Sieg der Anhänger des Königs wurden Teile von Johns Gütern von Roger de Clifford und von William de Beauchamp of Elmley, der eine seiner Schwestern geheiratet hatte, besetzt. Der größte Teil seiner Ländereien fiel jedoch zunächst an Gilbert de Clare. Im Juli 1266 wurde John begnadigt. Nach den Bestimmungen des Dictum of Kenilworth durfte er gegen Zahlung der fünffachen Jahreseinkünfte seine Güter zurückkaufen. Um diese Summe aufzubringen, musste er Ringwood Manor in Hampshire für 2250 Mark verkaufen, doch dank seines guten Verhältnisses zu de Clare und zu seinen Schwägern konnte er schließlich seine Güter zurückerwerben. 1267 gehörte er zum Gefolge von Gilbert de Clare, später stand er im Dienst des Thronfolgers Lord Eduard, den er 1274 während des Konzils von Lyon vertrat.
John fitz John hatte eine Tochter von Philip Basset, der von 1261 bis 1263 königlicher Justiciar war, geheiratet. Dies hatte ihn nicht daran gehindert, zu den wichtigsten Unterstützern der Rebellen gegen den König zu gehören. Bestärkt wurde er vielleicht von seinem Schwager Hugh le Despenser, der die älteste Tochter Bassets geheiratet hatte und zu den engsten Vertrauten Montforts gehörte. Nach dem Ende des Kriegs der Barone war sein Schicksal ein Beispiel für eine gelungene Aussöhnung zwischen einem ehemaligen Rebellen und dem König und dem Thronfolger. Als er kinderlos starb, wurde sein Tod vom König und seinem Hof aufrichtig betrauert.